# ユンカース ユモ 210

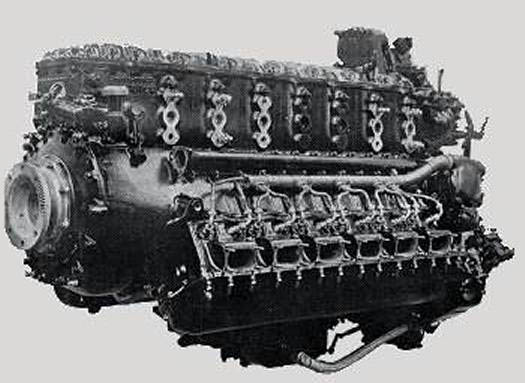
ユモ 210

ユンカース ユモ 210 （Junkers Jumo 210）は1930年代にユンカース社 (Junkers Flugzeug- und Motorenwerke) が開発した、航空用液冷倒立V型12気筒エンジン。

## 概要
610 - 700 ps クラスの出力で、ロールス・ロイス ケストレル等と競合した。
1931年に社内コード L10 として着手し、翌1932年10月22日に初火入れされ、Ju W33 に搭載して飛行試験を重ねた。機械式過給機装備の1気筒当り3弁形式で、シリンダー一体鋳造型ブロックはラインボーリング加工され、各部プレーンメタルベアリング支持により小型かつ軽量で、生産性や堅牢性にも優れていたが、最高出力では他社機にやや劣った。
最終発展型の Jumo 210G では、同社のアウグスト・リヒテが開発した世界初のガソリン直噴システムを搭載した。シリンダー内に別個ポペットバルブを設け、負圧により開閉するチェックバルブから燃料を滴下する初歩的なもので、高圧ラインからインジェクターにより霧化噴射する後の標準的形式ではなかったが、キャブレターを排したことで戦闘機の運動性が画期的に向上したため、他のドイツ製エンジンにも波及した。この Jumo 210G は、メッサーシュミットBf 109と Bf 110 の初期型にのみ搭載された。
大排気量高出力のダイムラー・ベンツ DB 600 と時を同じくして、Jumo 211 へと発展した。

## 主要諸元
- 形式： 液冷倒立V型12気筒
- ボア×ストローク： 124 mm×136 mm
- 排気量： 19.7 L
- 乾燥重量： 440 kg
- 圧縮比： 6.5
- 出力： 680 ps/2,700 rpm

## 搭載機
- アラド Ar 68 - Ar 98Eのみ
- フォッケウルフ Fw 187
- ハインケル He 112
- ユンカース Ju 87 - Ju 87Aのみ
- メッサーシュミットBf109 - Bf 109 A-D
- メッサーシュミット Bf110 - Bf 110 A-B
- メッサーシュミット Me262 - 試作機に補助エンジンとして機首に搭載

## 参考
- A History of Aircraft Piston Engines, Herschel Smith